# Presidente Jânio Quadros
Presidente Jânio Quadros är en kommun i Brasilien.   Den ligger i delstaten Bahia, i den östra delen av landet, 700 km öster om huvudstaden Brasília. Antalet invånare är 13 657.
Omgivningarna runt Presidente Jânio Quadros är huvudsakligen savann. Runt Presidente Jânio Quadros är det glesbefolkat, med 14 invånare per kvadratkilometer.